# 虫のつぶやき
「虫のつぶやき」（むしのつぶやき）は、2020年8月から9月にかけて、NHKの音楽番組「みんなのうた」で放送された楽曲。荻野目洋子が、歌唱だけでなく作詞・作曲も担当している。荻野目自身が奏でるウクレレの音色に乗せて、虫の生態を虫の視点からユーモラスに描いた楽曲。2020年8月5日には配信シングルとしてリリースされた。ミュージックビデオには、ジャケットのイラストを手掛けた″いもこっこしゃるる″による描き下ろしのキャラクターが多数登場する。
〈作詞・作曲・歌：荻野目洋子 - 編曲：棚橋UNA信仁〉

## 概要・背景
荻野目の歌が「みんなのうた」で放送されるのは、1988年の「ジャングル・ダンス」以来、32年ぶりとなる。依頼があった際に確定していたのは荻野目が歌うということのみであり、真っさらな状態からのスタートだった。荻野目は物心ついた頃から虫について図鑑で調べることが多く、虫を飼うことよりも、近くにいる虫が何かを知りたくて、観察して生体について考えたり、名称を調べるなど、詳しく知ることが好きだったという。カブトムシやクワガタのように一般的に男子が好むものにはあまり興味がなく、特にチョウチョが好きで、カナブンなどにもよく触って遊んでいた。母親になってからも娘たちとバッタやトンボを捕まえては一緒に観察していたが、近年では子供だけでなく親までも虫に触れる機会が減っているという話を耳にし、何とも切ない気持ちになったという。今なら子供の頃に自分が虫を見ながら感じていたことを、歌詞やメロディーに出来ると思い、「前回とはまったく違う、母親になった目線で歌いたい世界があります。」と曲のテーマを自ら提案した。最初の打ち合わせが終わった後にアイデアがどんどん湧いてきて、曲は数時間で出来たという。現在は自宅に虫が入ってくると、害虫以外は生きたまま捕まえて外に逃がしているといい、生き物を大切に思う気持ちは、虫と接する中で生まれたと話している。
荻野目は、自分はずっと第一線で活動し続けてきた訳ではないのに、再びスポットライトを浴びさせてもらって、そこには何らかの意味があるはずだと思ったといい、「生きているものはいつか死ぬわけですが、それまでにどんな風に生きていきたいのか、子供の頃からそんなことを考えていました。この歌を通して、そうしたことを伝えるのが自分の役割のような気がしています。」と語っている。
「みんなのうた」で放送されるアニメーションはスズキハルカが担当した。内容は、一人の女の子と虫たちとの交流をメインに描かれている。スズキは「悩んでいる人に『どうしたの？』と聞くように、悩んでいる虫たちに寄り添う愛おしい作品にしたいと思い制作しました。女の子と虫たちが出会っていく様を一緒に楽しんでもらえたら幸いです。」と述べている。